# Prospero (roślina)
Prospero Salisb. – rodzaj roślin z rodziny szparagowatych. Obejmuje 17 gatunków występujących w południowej Europie, Wielkiej Brytanii, na Węgrzech i Ukrainie, północnej Afryce, Azji Zachodniej i na Kaukazie.
Nazwa rodzaju pochodzi od greckich słów προς (pros – obok, blisko) i περάω (perao – przechodzić przez). 

## Morfologia

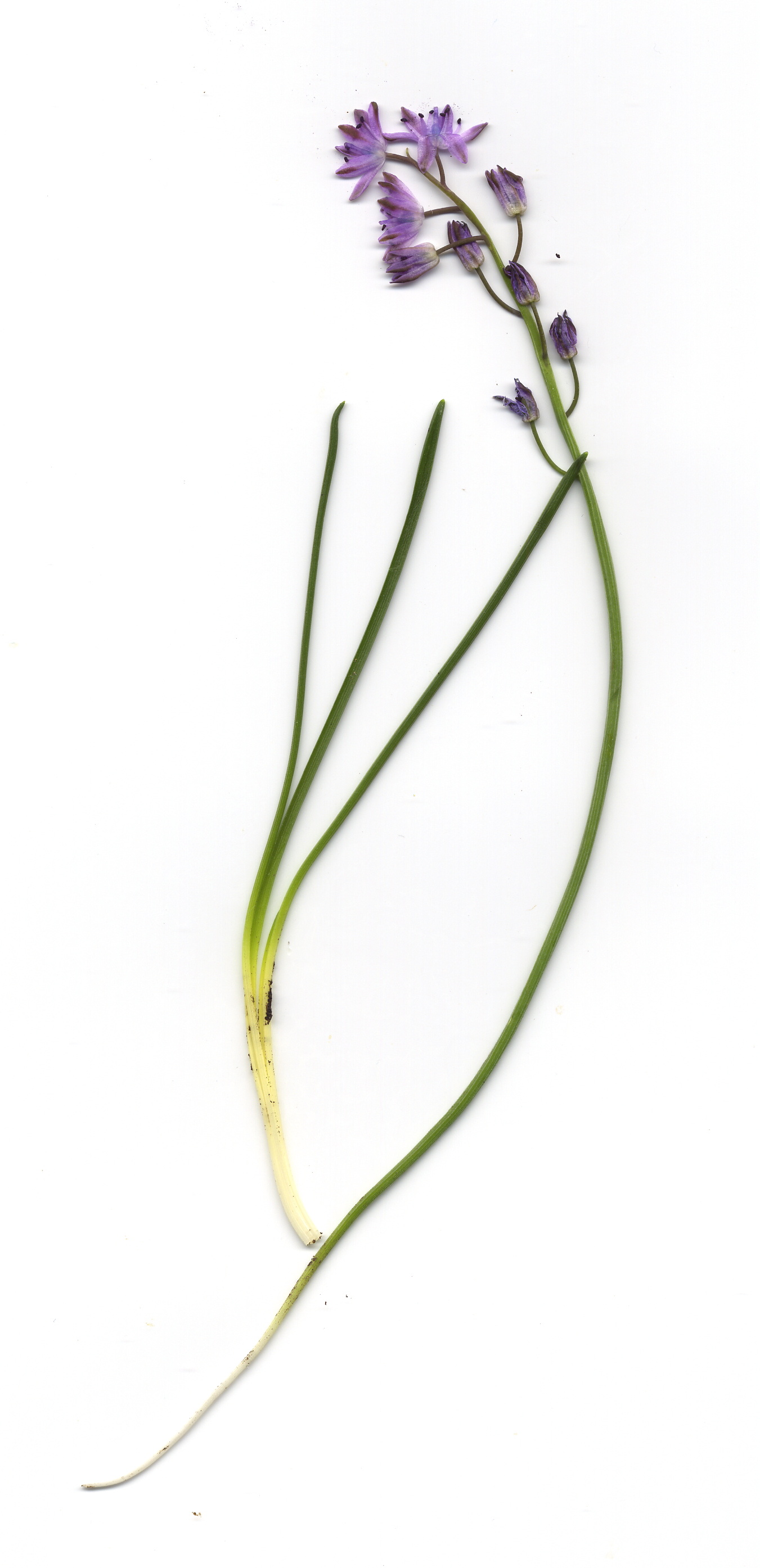
P. autumnalis

PokrójWieloletnie, rośliny zielne.
PędCebula złożona z nachodzących na siebie, białych, żółtawych lub różowych łuskowatych liści, żyjących około 2–3 lata. Okrywa cebuli jasnobrązowa do czerwonawobrązowej.
LiścieBlaszki liściowe nitkowate do mieczowatych.
KwiatyZebrane w gęste grono, wyrastające na obłym głąbiku. Rośliny tworzą od 1 do 4 kwiatostanów. Przysadki nieobecne. Szypułki prostopadłe do głąbika. Listki okwiatu wolne, różowe do fioletowych, rzadko białawe, o długości 4–10 mm. Nitki pręcików nitkowate do paskowatych, w kolorze okwiatu. Pylniki krótkie, fioletowe. Słupek jasnobiebieski, butelkowaty. W każdej komorze zalążni obecne są dwa zalążki. Znamię słupka trójklapowane. Miodniki przegrodowe, otwierające się wierzchołkowo.
OwoceDrobne, cienkościenne, jędrne torebki, zawierające podługowate, ciemnobrązowe, gładkie  nasiona.

## Systematyka
Pozycja systematycznaRodzaj z podplemienia Hyacinthinae, plemienia Hyacintheae, podrodziny Scilloideae z rodziny szparagowatych Asparagaceae.
Wykaz gatunków
- Prospero autumnale (L.) Speta

- Prospero battagliae Speta

- Prospero corsicum (Boullu) J.-M.Tison

- Prospero cudidaghense Firat & Yildirim

- Prospero depressum Speta

- Prospero elisae Speta

- Prospero fallax (Steinh.) Speta

- Prospero hanburyi (Baker) Speta

- Prospero hierae C.Brullo, Brullo, Giusso, Pavone & Salmeri

- Prospero hierapytnense Speta

- Prospero idaeum Speta

- Prospero minimum Speta

- Prospero obtusifolium (Poir.) Speta

- Prospero paratethycum Speta

- Prospero rhadamanthi Speta

- Prospero seisumsianum (Rukans & Zetterl.) Yildirim

- Prospero talosii (Tzanoud. & Kypr.) Speta